# Rafko
Rafko je moško osebno ime.

## Izvor imena
Ime Rafko je različica moškega osebnega imena Rafael.

## Pogostost imena
Po podatkih Statističnega urada Republike Slovenije je bilo na dan 31. decembra 2007 v Sloveniji število moških oseb z imenom Rafko: 152.

## Osebni praznik
Osebe z imenom Rafko lahko praznujejo god takrat kot osebe z imenom Rafael.